# Funky Town (chanson de Namie Amuro)
Pour les articles homonymes, voir Funkytown.
Pour la chanson de Lipps Inc., voir Funkytown (chanson de Lipps Inc.).
Singles de Namie Amuro
Baby Don't Cry
(2007) 60s 70s 80s
(2008)
Funky Town est le 31e single régulier de Namie Amuro sorti sur le label Avex Trax, ou le 33e sous son seul nom en comptant les deux sortis sur le label Toshiba-EMI.

## Présentation
Le single sort le 4 avril 2007 au Japon et se classe 3e à l'Oricon. Il se vend à 34 292 exemplaires la première semaine, et reste classé pendant 7 semaines, pour un total de 54 030 exemplaires vendus.
Le single sort trois mois après le précédent, Baby Don't Cry. Il sort également au format "CD+DVD", avec le clip vidéo du premier titre. Sur la pochette de la version CD, Amuro est assise sur des boules de discothèque argentées, tandis que pour la version "CD+DVD" elles sont en or. Les deux titres du single figureront sur l'album Play qui sort deux mois plus tard ; la chanson Funky Town figurera aussi sur la compilation Best Fiction de 2008.
Pour la chanson Funky Town, Namie Amuro retrouve le couple de producteurs T. Kura et Michico. La seconde chanson Darling est produite par Coldfeet, et est présentée comme une chanson adulte. La chanson Funky Town a été utilisée comme thème musical pour une campagne publicitaire pour la marque Lipton Limone.

## Liste des titres
| 1. | Funky Town                | 3:47 |
| 2. | Darling                   | 5:03 |
| 3. | Funky Town (Instrumental) | 3:47 |
| 4. | Darling (Instrumental)    | 4:55 |

| 1. | Funky Town (PV) |  |

## Crédits
Funky Town
- Chant = Namie Amuro
- Cœur = L.L Brothers, Warner, michico
- Producteurs = GIANTSWING PRODUCTION (T.Kura, Michico, L.L Brothers)
- Chorégraphe = Hirotsugu Kurosu
- Directeur = Masāki Uchino

Darling
- Chant = Namie Amuro
- Clavier = Lori Fine
- Guitare = Terrassy
- Programmation = Watusi
- Producteur = Coldfeet

## Interprétations à la télévision
- PopJam Reprise (16 mars 2007)
- Sakigake! Ongaku Banzuke SP (5 avril 2007)
- Music Fighter (6 avril 2007)
- CDTV (7 avril 2007)